# Ada van Warenne
Ada van Warenne (Ca. 1123 – 1178) was een Anglo-Normandische edelvrouwe en ze was gehuwd met de graaf van Huntingdon, Hendrik van Schotland.

## Biografie
Ada van Warenne werd geboren als de dochter van graaf Willem II van Warenne en Elisabeth van Vermandois. Ze werd uitgehuwelijkt aan Hendrik van Schotland, de enige zoon van koning David I van Schotland en het huwelijk vond plaats kort na het sluiten van het Verdrag van Durham (9 april 1139). Volgens kroniekschrijver Ordericus Vitalis was de verbintenis tussen Hendrik en Ada een verbintenis uit liefde, maar het huwelijk werd zeer waarschijnlijk uit politieke motieven gearrangeerd door koning Stefanus van Engeland.
Haar echtgenoot Hendrik overleed in 1152 en een jaar later overleed David I. Hierop volgde Ada's zoon, Malcolm IV, op twaalfjarige leeftijd zijn grootvader op als koning. Kort daarop overleed graaf Duncan I van Fife waardoor Ada de voogd van haar koninklijke zoon werd. In de jaren die volgden maakte een hechte groep rondom de koningin-moeder aan het hof de dienst uit. Onder hen bevonden zich Walter fitz Alan, Hugo en Richard de Morville en David Olifard.
Na de dood van Malcolm IV volgde zijn jongere broer Willem I hem op en in deze periode is Ada minder prominent aanwezig. Toch bleef ze tot aan haar dood de facto de rol van koningin aan het Schotse hof spelen. Daarnaast speelde Ada ook een belangrijke rol in het verspreiden van de hervormingsgezinde continentale kloosterordes in Schotland. Zo stichtte ze in 1159 de vrouwelijke cisterciënzerabdij van Haddington.

## Huwelijk en kinderen
Ada van Warenne was gehuwd met Hendrik van Schotland en ze kreeg uit dit huwelijk zes kinderen:
- Malcolm IV (1141-1161), koning van Schotland
- Willem I (1142-1214), koning van Schotland
- Margaretha (1145-1201), huwde met Conan IV van Bretagne en Humfrey III de Bohun
- Ada (ca. 1145-1204), huwde met Floris III van Holland
- David (1152-1219), graaf van Huntingdon
- Mathilda (gestorven 1152)
- Marjorie, huwde met Gille Críst, graaf van Argyll